# الهوى الغايب (ألبوم)
الهوى الغايب ألبوم غنائي للفنان السعودي محمد عبده تم طرحه في يوم الإثنين الموافق 11 فبراير، 2008. ألبوم الهوى الغايب نسبة إلى أول أغنية في الألبوم وهي الهوى الغايب من كلمات الأمير خالد الفيصل. الألبوم الغنائي طرحته شركةروتانا ويعد الألبوم أول ألبوم غنائي للفنان محمد عبده مع شركة روتانا.

## تعاونه مع الشعراء والملحنين
استغرق تسجيل ألبوم الهوى الغايب قرابة سنتين ونصف وتنقل خلالها الفنان محمد عبده في عدة دول عربية منها الإمارات، قطر، الكويت، مصر، بالإضافة إلى السعودية. لحن محمد عبده منها أربع أغاني وهي الهوى الغايب للشاعر خالد الفيصل، أحوال للشاعر طلال الرشيد، هذا المساء للشاعر بدر بن عبد المحسن، تعجبيني للشاعر نواف بن فيصل. كما قدم الفنان رابح صقر لحن أغنية حبيب الحب وهو التعاون الأول الذي يجمعهم والإغنية من كلمات فيصل بن خالد بن سلطان الذي يتعاون أول مرة مع محمد عبده أيضاً. وأغنية مغرورة أيضاً من ألحان أيمن عبد الله وكلمات غازي القصيبي. أغنية ماتمنيتك من كلمات تركي وألحان طارق محمد. أما الأغنية الأخيرة تعال فهي من كلمات فزاع, حمدان بن محمد بن راشد آل مكتوم وألحان الفنان فايز السعيد.

## قائمة الأغاني
يتكون ألبوم الهوى الغايب من 8 أغاني وهي على النحو التالي:
| الأغنية      | كلمات                 | الحان         | توزيع                |
| ------------ | --------------------- | ------------- | -------------------- |
| الهوى الغايب | خالد الفيصل           | محمد عبده     | وليد فايد            |
| هذا المساء   | بدر بن عبد المحسن     | محمد عبده     | وليد فايد            |
| مغرورة       | غازي القصيبي          | أيمن عبد الله | وليد فايد            |
| أحوال        | طلال الرشيد           | محمد عبده     | وليد فايد            |
| تعجبيني      | أسير الشوق            | محمد عبده     | وليد فايد            |
| ماتمنيتك     | تركي                  | طارق محمد     | وليد فايد            |
| حبيب الحب    | فيصل بن خالد بن سلطان | رابح صقر      | هاني فرحات - خالد عز |
| تعال         | فزاع                  | فايز السعيد   | إبراهيم السويدي      |